# Тодор Дончев
Тодор Димитров Дончев е български инженер, офицер, генерал-майор.

## Биография
Роден е на 15 декември 1930 г. във варненското село Тръстиково. Завършва средно образование в родния си град. През 1953 г. завършва „общо машиностроене“ в Машинно-електротехническия институт в София. След това започва работа към Министерството на отбраната първоначално като конструктор, а впоследствие като технолог, началник на технически отдел и главен инженер. От 1962 г. е директор на Завода за ремонт на бронетанкова техника „Хан Крум“ в Търговище. След това работи в Управление „Военно ремонтните бази и заводи“ към Министерството на отбраната и Специалното управление на Държавния комитет по планиране. От 1975 г. е заместник-министър на машиностроенето и металургията. В периода 1981 – 1991 г. е ръководител на Главно инженерно управление към Министерството на външната търговия. Умира на 17 март 2003 г.